# Les statues meurent aussi
Pour plus de détails, voir Fiche technique et Distribution.
Les statues meurent aussi est un court métrage documentaire français réalisé par Chris Marker, Alain Resnais et Ghislain Cloquet, sorti en 1953.
Le film est une commande de la revue Présence africaine. Partant de la question « Pourquoi l’art nègre se trouve-t-il au Musée de l'Homme alors que l’art grec ou égyptien se trouvent au Louvre ? », les réalisateurs dénoncent le manque de considération pour l'art africain dans un contexte de colonisation et relèvent le racisme manifeste derrière ces choix. En France, du fait de son point de vue anticolonialiste, le film reste interdit par la censure pendant onze ans.

## Synopsis
« Quand les hommes sont morts, ils entrent dans l'histoire. Quand les statues sont mortes, elles entrent dans l'art. Cette botanique de la mort, c'est ce que nous appelons la culture. »
C'est ainsi que commence ce documentaire controversé qui pose la question de la différence entre l'art nègre et l'art royal, mais surtout celle de la relation qu'entretient l'Occident avec l'Afrique. À l'époque, les mouvements de décolonisation n'en sont encore qu'à leurs débuts.

## Genèse du film
Le documentaire est commandé en 1950 à Alain Resnais par la revue Présence africaine,, fondée par Alioune Diop, foyer d’une intense réflexion théorique, ainsi que d’actions artistiques et culturelles autour du concept de négritude. Le film doit porter sur ce qu'on appelle à l'époque l'art nègre, très en vogue en Europe dans les années 1910-1920. Alain Resnais demande alors à Chris Marker, avec qui il n'a encore jamais collaboré, d'écrire le commentaire du film et de réaliser ce film car « il [pense] que ce serait plus divertissant et plaisant »[source insuffisante]. Se joint alors à eux Ghislain Cloquet, jeune chef opérateur, chargé des prises de vue. La production, quant à elle, doit être assurée pour moitié par Tadié Cinéma Production et pour l'autre moitié par Présence africaine. Cependant, Resnais précise plus tard que tous trois n'ont pas signé un contrat avec Présence africaine. « Durant le temps que nous travaillions au film, nous n'imaginions pas qu'il susciterait tant de polémique. On l'aurait imaginé qu'on se serait protégés avec un contrat. Mais, de fait, il n'y avait pas de contrat entre nous et l'association. »
Pour l'enseignant et cinéaste français François Fronty, Les statues meurent aussi est plus un essai filmique qu'un film documentaire. « Mais c’est aussi un film sur les ravages du colonialisme en Afrique et la lutte des classes. Un film qui explique et nous fait ressentir comment la beauté et le mystère de ce que l’on appelait à l’époque art nègre a été avili. On y voit vivre et mourir des objets sacrés. La leçon est universelle, elle vaut pour tous les arts, toutes les cultures. Le film prouve, comme le disait Marcel Griaule, que la pensée africaine est « à la hauteur des civilisations grecque, romaine, chinoise ou de l’Inde » ». Alain Resnais explique : « au départ ni Marker ni moi ne connaissions rien à l’art noir. C’est M. Charles Ratton, le célèbre expert, qui voulut bien se charger de notre éducation artistique. En travaillant, nous nous sommes vite aperçus que la plupart des ethnologues avaient des interprétations différentes. C’est un peu sur ce côté mystérieux de la pensée africaine que nous avons axé le film. Et sur le scandale que représente ce simple fait : à Paris, la sculpture africaine se trouve non pas au Musée du Louvre, mais au Musée de l’Homme, ! »

## L'interdiction
L'année 1953 est marquée par un contexte de fortes tensions internationales et de querelles de succession à la tête de l'URSS, consécutives à la mort de Staline, l'exécution des époux Rosenberg et la démission contrainte du Premier ministre iranien Mohammad Mossadegh, qui a tenté de s'extraire de la tutelle occidentale en nationalisant l'exploitation pétrolière. Un an avant le début de la Guerre d'Algérie point déjà le mouvement de décolonisation de l'Afrique ; en effet, le sultan du Maroc Sidi Mohammed est contraint d'abdiquer le 20 août 1953, avant qu'il ne devienne en 1956 roi lors de l'indépendance du Maroc.
La Commission de contrôle des films cinématographiques est alors présidée par un Conseil d’État représentant la présidence du Conseil et composé de 16 membres, représentant l’État (ministères de la Défense Nationale, de l'Intérieur, des Affaires étrangères, de la France d’Outre Mer, de la Justice, de l'Éducation nationale, de la Santé publique et de la Population), les professionnels du cinéma (réalisateurs de longs métrages, producteurs, distributeurs, exportateurs, exploitants, producteurs et réalisateurs de courts métrages, ciné-clubs, critiques) et les associations familiales. Si certains films sont interdits pour diverses raisons dont leur rapport à la sensualité, Les statues meurent aussi l'est dans la catégorie des films « offensants à l’égard de la France et de ses institutions », comme l'a été antérieurement Afrique 50 de René Vautier.
Malgré l’autorisation de réalisation du 7 février 1952, le dossier ouvert le 24 février 1953 relate que le film a été visionné le 24 mars 1953. Sur le compte-rendu daté du lendemain, jour d'un deuxième visionnage, est notée une observation manuscrite du représentant de la présidence du Conseil : « Avis défavorable en raison du caractère tendancieux de certaines images et du commentaire qui les accompagne. ». Le 23 juin, le producteur Tadié écrit à la commission pour demander le visa d’exploitation indiquant que « nous sommes sur le point, avec le retour prochain du co-réalisateur, de procéder aux modifications qui sont jugées souhaitables » en demandant « la liste des textes et documents dont elle préconise la suppression », en insistant sur la sélection du film au Festival de Cannes, et sa sélection probable aux festivals de Venise et Edimbourg. Après un troisième visionnage le 8 juillet, la Commission sursoit à sa décision en raison de l'absence de certains de ses membres, mais demande la coupure de « la troisième partie à partir de la séquence XV à la fin plan 227 à 362 ». Le 31 juillet, le président de la Commission, Henry de Segogne, écrit pour recommander aux producteurs de « mettre la période d’été à profit pour apporter les modifications désirables ». Après une sollicitation de Tadié la veille, la commission procède à un quatrième visionnage le 25 mars 1954 et rend un avis défavorable (dix voix contre, dont celle prépondérante du président, dix voix pour, une abstention). Un cinquième visionnage est organisé le 1er décembre 1954 dont le compte-rendu indique de manière manuscrite « Remis à huit jours ».
Le Journal Officiel de l’Assemblée nationale relate dans son édition du 12 janvier 1955 la question orale no 15101 au ministre de la France d’Outre Mer de la part du député Léopold Sédar Senghor : « M. Léopold Sedar Senghor expose que le film Les statues meurent aussi a été refusé par la censure, sans que les motifs d’un tel refus aient été jamais précisés. Il lui fait remarquer que la qualité de ce film consacré à l’art négro-africain ne peut être contesté puisqu’il a obtenu, en 1953, le prix Jean-Vigo. Il demande quelles mesures il compte prendre pour faire réviser le jugement de la censure, qui exprime un préjugé de race condamné par la Constitution. » Le Gouvernement n'ayant pas saisi les instances du cinéma pour un projet de réponse, la question du député reste sans suite. En 1955, deux demandes de projections exceptionnelles sont refusées. Le 26 février 1956, Tadié demande un réexamen de la décision de censure, qui est rejetée le 6 avril après un visionnage par le secrétaire d'État à l'Information François Mitterrand le 27 mars. 
Tadié sollicite par un courrier du 3 janvier 1957 une autorisation d'exploitation dans un montage modifié, ce qui est accordé au terme de ce qui est le sixième visionnage du film, mais le refus est confirmé le 9 janvier pour le montage initial. Le 2 juin 1961, le Président de la république du Sénégal, Mamadou Dia, écrit au ministre d’État chargé des Affaires culturelles demandant que le film « soit mis à disposition du ministre de l’Information [du Sénégal] afin qu’il puisse être mis en circulation, étant entendu que ce département le prêtera à son tour aux États qui en feraient la demande », rappelant que « le film a été réalisé grâce au concours de Présence africaine et aux subventions du Grand Conseil de l'AOF ». Dans sa réponse du 18 juin, André Malraux indique que cette décision n'est pas de sa compétence, mais de celle du ministre de l'Information. Alioune Diop dépose plainte le 27 février 1962 contre le directeur du CNC pour abus de confiance. Le 25 juillet 1962, Tadié demande une nouvelle fois la levée de la censure, mais le 5 novembre le directeur de cabinet du ministère de l'Information répond « J’ai l’honneur de vous faire connaître que je me suis fait présenter ce film et qu’il ne me paraît pas opportun de revenir sur la décision prise par mes prédécesseurs. ».
Le 19 octobre 1964, le ministre chargé de l’Information Alain Peyrefitte écrit à M. Tadié : « J’ai le plaisir de vous faire savoir que j’ai décidé de lever la mesure d’interdiction totale dont faisait l’objet depuis de nombreuses années le film produit par votre société, Les statues meurent aussi, et donc de lui accorder le visa d’exploitation et l’autorisation d’exportation que vous aviez sollicité à l’origine », mettant un terme à onze années de censure,. Néanmoins, c'est une version toujours légèrement tronquée, de 24 mètres de sa longueur initiale, soit 53 secondes, qui est alors autorisée : au moins un plan a été supprimé et les commentaires de Chris Marker, sans être dénaturés, ont été adoucis.
Alain Resnais explique dans un entretien donné en 1961 : « Nous n'avions pas, au départ, l'idée de faire un film anticolonialiste et antiraciste. C'est naturellement que nous avons été conduits à poser quelques questions, qui ont valu au film d’être interdit ».
Resnais, dans un entretien pour la radio datant de 1969, raconte que deux des membres de la Commission de contrôle à qui il a eu l'occasion à l'époque de parler de la censure lui affirmaient que l'interdiction ne découlait pas du contenu du film, mais de son expression trop « violente » ne convenant pas à des spectateurs considérés comme des enfants qu'il faudrait « ménager ». Il dit : « Quant à eux, ils savaient tout ce qui se passait en Afrique et nous étions même très gentils de ne pas avoir évoqué les villages brûlés, les choses comme ça ; ils étaient tout à fait d'accord avec le sens du film, seulement (c'est là où ça devient intéressant), ces choses-là, on pouvait les dire dans une revue ou un quotidien, mais au cinéma, bien que les faits soient exacts, on n'avait pas le droit de le faire. Ils appelaient ça du « viol de foule ». L'interdiction eut des conséquences très graves pour le producteur. Quant à nous — est-ce un hasard ? — ni Chris Marker ni moi ne reçûmes de propositions de travail pendant trois ans. »
Selon les comptes-rendus des séances de la Commission visant à évaluer le film, auxquels on a désormais accès, les réserves étaient liées au « caractère tendancieux et subversif du commentaire qui accompagne ce film (notamment dans sa deuxième partie) » ainsi qu'à « la tendance exprimée tant par certaines images que par leur commentaire qui sont de nature à susciter des réactions contraires à l’ordre public ».
En 2006, dans une émission de La Fabrique de l'histoire consacrée au film, l'ethnologue Roland Colin explique : « Il faut situer ce film au début des années cinquante où effectivement le colonialisme n’était pas mort et les grands débats n’étaient pas encore tranchés. Il y avait encore une sorte de rêve assimilationniste en France. Et puis, trois ans après le film, en 1955, il y a la conscience un petit peu brutale du fait qu’il s’agit là d’un rêve impossible. Et à ce moment-là, les assimilationnistes sont obligés de céder du terrain parce que la France n’a pas les moyens de cette ambition. Ça nous renvoie un petit peu à l’histoire algérienne qui est d’ailleurs tout à fait contemporaine. Il ne faut pas oublier ça. La guerre d’Algérie commence en 1954, Les statues meurent aussi c’est à peu près la même période. Et donc, là, il y a, si vous voulez, le deuil de l’assimilation qui n’est pas encore fait et qui va d’ailleurs traîner pendant quelques années. Et je crois aussi, parmi les ressorts qui ont fait censurer ce film qui apparaissait comme dénonciateur d’une main mise, d’un déni de reconnaissance et d’identité par rapport à une société d’une culture différente » (version corrigée d'une transcription de l'émission). À la levée de la censure, Resnais espère que le film puisse être vu en Afrique, tout en souhaitant que les Africains arrivent à être indulgents face aux simplifications que le cinéaste considère désormais comme « grossières », relevant de la spécificité du contexte de l'époque.

## Fiche technique
- Réalisation : Alain Resnais, Chris Marker et Ghislain Cloquet
- Scénario : Chris Marker
- Musique : Guy Bernard
- Photographie : Ghislain Cloquet
- Récitant : Jean Négroni
- Sociétés de production : Présence africaine et Tadié Cinéma Production
- Pays d'origine : France
- Format : Noir et Blanc - 35 mm
- Durée : 30 minutes

## Distribution
Bien que les courts-métrages soient en général diffusés en ouverture d'un long métrage, les chiffres communiqués par le Service de la billetterie du CNC sont de 125 046 entre 1960 et 1996, dont près de 100 000 avant la levée de la censure, mais 14 435 en 1968, 5 366 en 1969 et 2 013 en 1989.
Les statues meurent aussi est maintenant joint en bonus à l’édition DVD de Hiroshima mon amour, premier long métrage d’Alain Resnais (1964). 
Initialement, le film est financé à parité par Présence africaine et Tadié. Présence africaine rachète sa part à Tadié dans les années 1960, devenant alors seul propriétaire du négatif. Par la suite, Présence africaine cède les droits télévisuels à Arte le 14 novembre 2001, alors que les droits non commerciaux sont acquis le 18 février 2002 par le ministère des Affaires Étrangères, qui a joué un rôle dans l’interdiction du film au moment de sa sortie.

## Prix
- Prix Jean-Vigo en 1954